# Želva třípásá
Želva třípásá (Cuora trifasciata), v Číně známá jako želva zlatá mínce je kriticky ohrožená asijská sladkovodní želva rodu Cuora.

## Popis
Krunýř má dlouhý asi 15 cm. Karapax má mírně klenutý, zbarvený šedě až červenohnědě, často s fialovým nádechem a třemi podélnými černými pruhy. Plastron je černý, na okrajích žlutě lemovaný. Jako u ostatních druhů roku Cuora je i plastron želvy třípásé rozdělen pružným vazivovým kloubem, takže se do něj želva může pevně uzavřít. Poměrně úzká hlava se zašpičatělým čenichem je shora zlatožlutá, zboku černá.

## Rozšíření a způsob života
Tato želva se vyskytuje pouze v jižní Číně, v okolí Kantonu. Předpokládalo se, že žije i na některých místech severního Vietnamu a Laosu, ukázalo se však, že se jedná o samostatný druh Cuora cyclornata. Želva třípásá se vyskytuje na březích zarostlých vodních ploch a bažin. Je všežravá, živé se především vodními bezobratlými živočichy, červy, drobnými rybkami, ale nepohrdne ani rostlinnou potravou. V zajetí se mimo Čínu chová velmi zřídka.

## Ohrožení
Želva třípásá patří mezi nejohroženější druhy asijských želv. Kromě ztráty prostředí vlivem stavební a zemědělské činnosti či regulace vodních toků je tato želva ohrožena i lovem. Rosolovitá polévka guilingao, připravená z masa a plastronu této želvy, kořene přestupu, houby lesklokorky a některých dalších rostlin, je v jižní Číně pokládána za pochoutku a zároveň účinný lék proti rozmanitým chorobám. Za jednu želvu tohoto druhu se na černém trhu platí až 1000 amerických dolarů. Jistým řešením může být chov těchto želv pro kuchyňské účely na specializovaných farmách, i tak se však pytlákům stále vyplácí jejich chytání ve volné přírodě.

## Potrava
Podobně jako ostatní druhy želv rodu Cuora je všežravá, živí se jak vodními a pobřežními rostlinami, tak také živočišnou potravou, především larvami vodního hmyzu, rybkami a měkkýši. Potravu si hledá převážně pod vodou.